# Ephesia distorta
Ephesia distorta là một loài bướm đêm trong họ Noctuidae.